# Ohilimia
Ohilimia là một chi nhện trong họ Salticidae.